# ストックホルムの密使
『ストックホルムの密使』（ストックホルムのみっし）は、佐々木譲による日本の小説作品。第二次大戦秘話三部作のひとつである。
新潮社のレーベルである"新潮ミステリー倶楽部"の収録作として、書下ろしで刊行された。
太平洋戦争終戦間際にストックホルムの日本海軍武官がアメリカの原子爆弾使用と、ドイツ降伏3カ月後にソビエトが対日参戦するという情報を得て密使を東京に送る。その密使の活躍を武官夫人が後年回想する形で物語は進行する。

## 概要
パリに暮らす博打打の不良日本人森四郎はゲシュタポと揉め事をおこし国外追放の身となり、スウェーデンに来た。そこで駐在武官の大和田市郎から極秘情報をベルンの日本大使館に伝えてほしいと依頼される。最初はしぶる森だが大和田夫人の人柄に触れ承諾、亡命ポーランド人将校のコワルスキとベルンを目指す。しかし大使館での接触に失敗、紆余曲折の末シベリアを横断し日本を目指すこととなる。一方、海軍省書記官の山脇順三は海軍の和平派首脳とともに終戦工作に動いていた。彼の身辺を追求する憲兵将校の秋庭保は、憲兵隊の中に米内暗殺の気配を察知するのである。

## 書籍情報
- 単行本：新潮社より1994年10月上梓
- 文庫化：新潮文庫より1997年12月文庫化

## 登場人物
森四郎
この作品の主人公。通称「バロン」。日本生まれの孤児だが故あってパリで博打打ちをしていた。トルコ国籍も保持している。パリに住んでいたが、レジスタンスが起した事件に巻き込まれドイツによって国外追放され、ストックホルムに避難。そこで大和田から密使になることを依頼される。
ヤン・コワルスキ
ポーランド人。亡命ポーランド軍将校。ストックホルムの日本海軍駐在武官に赤軍の情報を提供するエージェントとして協力していたが、大和田に森とともに日本に向かうことを買って出る。
大和田市郎
帝国海軍スウェーデン駐在武官。戦争終結のためにスウェーデン王室と接触していたが、アメリカが戦争終結のために原子爆弾を使用するという情報を得て、その前に戦争を終結させるべく情報を東京に伝えるため密使を派遣することにした。
山脇順三
海軍省書記官（法務官）。高木惣吉少将の密命をうけ終戦工作のスタッフとなる。
なお、小説三部作に通して登場し、彼の目線で太平洋戦争の開戦から終戦までが描かれる。
秋庭保
憲兵少佐。終戦派の身辺を探るために山脇に接触。その過程で終戦派高官の暗殺計画の存在を察知しそれを防ぐために行動する。
磯田茂平
叩き上げの憲兵。曹長。秋庭に忠実に従い米内を護衛する。
安藤啓一
大日本帝国海軍大尉の戦闘機パイロット。開戦前に日本から零式艦上戦闘機をドイツに空輸する任務にてドイツに着任（ベルリン飛行指令）、そのままドイツ空軍の教官となっていた。森に真理子への手紙を託す。
安藤真理子
啓一の妹であり、山脇の妻。海軍士官の父とアメリカ人の母をもつハーフである。

## テレビドラマ
NHKの土曜ドラマで、1995年10月7日および14日に2時間枠で放送。

### キャスト
- 森四郎 - 永澤俊矢
- 小川芳子 - 沢口靖子
- ヤン・コワルスキ - イーゴリ・ワシレンコ
- 大和田市郎 - 勝野洋
- 大和田静子 - 真野響子
- 山脇順三 - 冨家規政
- 高木惣吉 - 江原真二郎
- 秋庭保 - 大橋吾郎
- 磯田茂平 - 秋野太作